# Административное деление Австралии

Административное деление Австралии
в период с 1788 по 1911 годы

Австралия состоит из шести штатов (англ. state), трёх материковых и нескольких внешних территорий (англ. territory).

## Штаты и территории Австралии
| |
| ЗАПАДНАЯ АВСТРАЛИЯ СЕВЕРНАЯ ТЕРРИТОРИЯ ЮЖНАЯ АВСТРАЛИЯ КВИНСЛЕНД НОВЫЙ ЮЖНЫЙ УЭЛЬС ВИКТОРИЯ ТАСМАНИЯ ● Перт ● Аделаида ● Мельбурн ★ Канберра (АСТ) ● Сидней ● Брисбен ● Хобарт ● Дарвин Тиморское море Залив Карпентария Арафурское море Большой Австралийский залив Тасманово море Бассов пролив Коралловое море Большой Барьерный риф Тихий океан Индийский океан Южный океан |

### Штаты
- Новый Южный Уэльс (англ. New South Wales, NSW) — Сидней (англ. Sydney),
- Квинсленд (англ. Queensland, QLD) — Брисбен (англ. Brisbane),
- Южная Австралия (англ. South Australia, SA) — Аделаида (англ. Adelaide),
- Тасмания (англ. Tasmania, TAS) — Хобарт (англ. Hobart),
- Виктория (англ. Victoria, VIC) — Мельбурн (англ. Melbourne),
- Западная Австралия (англ. Western Australia, WA) — Перт (англ. Perth).

### Материковые территории
- Северная территория (англ. Northern Territory, NT) — Дарвин (англ. Darwin),
- Австралийская столичная территория (англ. Australian Capital Territory, ACT) — Канберра (англ. Canberra),
- Территория Джервис-Бей (англ. Jervis Bay Territory) на юго-восточном побережье Австралии, где находится военно-морская база и столичный торговый порт.

С 1926 по 1931 год существовала территория Центральная Австралия, расположенная между 20-й и 26-й параллелями ю.ш., затем была включена в состав Северной территории.

### Внешние территории
- Обитаемые
  -  остров Норфолк (англ. Norfolk Island),
  -  остров Рождества (англ. Christmas Island),
  -  Кокосовые острова (англ. Cocos (Keeling) Islands).
- Необитаемые
  -  острова Ашмор и Картье (англ. Ashmore and Cartier Islands),
  -  территория островов Кораллового моря (англ. Coral Sea Islands Territory),
  -  острова Херд и Макдональд (англ. Heard Island and McDonald Islands),
  -  Австралийская антарктическая территория (англ. Australian Antarctic Territory) — согласно Договору об Антарктике 1961 года австралийские территориальные претензии в Антарктике признаны бессрочно замороженными.

### Население
| Флаг                                                       | Название штата/территории               | ISO    | Почтовый код | Тип                | Столица         | Население, чел. (2011) | Площадь, км² |
| ---------------------------------------------------------- | --------------------------------------- | ------ | ------------ | ------------------ | --------------- | ---------------------- | ------------ |
|                                                            | Ашмор и Картье                          |        |              | Внешняя территория |                 | 0                      | 199          |
|                                                            | Австралийская антарктическая территория |        |              | Внешняя территория |                 | 1000                   | 5 896 500    |
| Австралийская столичная территория                         | Австралийская столичная территория      | AU-ACT | ACT          | Территория         | Канберра        | 357 222                | 2358         |
| Остров Рождества (Австралия)                               | Остров Рождества                        | CX     |              | Внешняя территория | Флайинг-Фиш-Ков | 2072                   | 135          |
| Кокосовые острова                                          | Кокосовые острова                       | CC     |              | Внешняя территория | Уэст-Айленд     | 550                    | 14           |
|                                                            | Территория островов Кораллового моря    |        |              | Внешняя территория |                 | 0                      | 7            |
|                                                            | Острова Херд и Макдоналд                | HM     |              | Внешняя территория |                 | 0                      | 372          |
|                                                            | Территория Джервис-Бей (1)              |        | JBT          | Территория         | Джервис-Бей     | 377                    | 73           |
| Новый Южный Уэльс                                          | Новый Южный Уэльс                       | AU-NSW | NSW          | Штат               | Сидней          | 6 917 658              | 800 642      |
|                                                            | Остров Норфолк                          | NF     |              | Внешняя территория | Кингстон        | 2302                   | 35           |
| Северная территория                                        | Северная территория                     | AU-NT  | NT           | Территория         | Дарвин          | 211 945                | 1 349 129    |
| Квинсленд                                                  | Квинсленд                               | AU-QLD | QLD          | Штат               | Брисбен         | 4 332 739              | 1 730 648    |
| Южная Австралия                                            | Южная Австралия                         | AU-SA  | SA           | Штат               | Аделаида        | 1 596 572              | 983 482      |
| Тасмания                                                   | Тасмания                                | AU-TAS | TAS          | Штат               | Хобарт          | 495 354                | 68 401       |
|                                                            | Виктория                                | AU-VIC | VIC          | Штат               | Мельбурн        | 5 354 042              | 227 416      |
| Западная Австралия                                         | Западная Австралия                      | AU-WA  | WA           | Штат               | Перт            | 2 239 170              | 2 529 875    |
| (1) В прошлом входила в Австралийскую столичную территорию |                                         |        |              |                    |                 |                        |              |

## Статус
Современные штаты существовали как отдельные британские колонии до создания Австралийской Федерации (1901). Их статус и полномочия определены в Австралийской конституции. Территории, с точки зрения Конституции, напрямую подчиняются правительству Австралийского Содружества. Австралийский парламент располагает законодательными полномочиями в отношении территорий, каковых у него нет в отношении штатов. В частности, федеральный парламент может отменить любое решение парламента территории. Органы самоуправления (парламенты) имеются лишь в трёх территориях — в Северной территории, на острове Норфолк и в Территории федеральной столицы.
Во всех штатах и материковых территориях есть свои парламенты (однопалатные в Квинсленде и территориях, двухпалатные в остальных штатах). Главы правительств штатов называются премьерами (Premiers), территорий — главными министрами (Chief Ministers). Король представлен в штатах губернаторами (Governors), назначаемыми королём по представлению премьер-министра штата. В Северной территории и на острове Норфолк король представлен администраторами (Administrators), которых назначает генерал-губернатор Австралии (Governor-General). Австралийская Столичная Территория не имеет ни губернатора, ни администратора. В отношении этой территории некоторыми полномочиями (право роспуска законодательного собрания и проч.) пользуется генерал-губернатор Австралии.

## История

История административного деления Австралии.

В 1770 Джеймс Кук открыл восточное побережье Австралии, которое назвал Новым Южным Уэльсом и провозгласил британским владением.
После утраты американских колоний Британия открывает здесь колонии для ссыльных.
Британская колония Новый Южный Уэльс (New South Wales) начинается с поселения, позднее названного Сидней, основанного 26 января 1788.
Земля Ван Димена (современная Тасмания) была заселена в 1803 и стала отдельной колонией в 1825.
В 1829 Британия присоединила оставшуюся часть континента (современную Западную Австралию).
На части первоначальной территории Нового Южного Уэльса были созданы новые колонии:
- Южная Австралия в 1836,
- Виктория в 1851 и
- Квинсленд в 1859.

В 1863 была образована Северная территория как часть колонии Южная Австралия.
Виктория и Южная Австралия были основаны как «свободные колонии», потому что там не было ссыльных. Западная Австралия тоже была «свободной», но позднее стала принимать ссыльных в связи с острой нехваткой рабочей силы. Ссылки в Австралию были постепенно прекращены в период с 1840 по 1868.
С получением британскими колониями в Австралии самостоятельности 1 января 1901 была образована Австралийская федерация на правах доминиона.
Австралийская столичная территория (Australian Capital Territory) была выделена из штата Новый Южный Уэльс в 1911 для размещения новой столицы Канберры (с 1901 по 1927 столицей Австралийской Федерации был Мельбурн).
Северная территория выделилась из Южной Австралии также в 1911.